# Långnäbbad sotkakadua
Långnäbbad sotkakadua (Zanda baudinii) är en kakadua som är endemisk för sydvästra Australien.

## Utseende
Långnäbbad sotkakadua har till större delen svart fjäderdräkt. Den liknar gulstjärtad sotkakadua förutom att kindfläckarna och stjärtbandet är vita i stället för gula.

## Utbredning och systematik
Långnäbbad sotkakadua förekommer i sydvästra Australien, mestadels mellan Perth, Albany och Margaret River. Den behandlas som monotypisk, det vill säga att den inte delas in i några underarter.

## Släktestillhörighet
Tidigare fördes långnäbbad sotkakadua tillsammans med kortnäbbad och gulstjärtad sotkakadua till släktet Calyptorhynchus, men lyfts numera oftast ut till det egna släktet Zanda.

## Ekologi
Fågeln förekommer i fuktiga skogsmarker dominerade av eukalyptusträd. Den häckar i trädhål i gamla eukalyptusträd. Många sådana trädhål bebos av vilda bin, vilka utgör ett hot mot häckande fåglar och ungar. Arten är monogam, troligen för livet. Paret håller ihop hela året utom när honan ruvar. Honan lägger en till två ägg, men oftast överlever endast en unge.
Artens långa näbböverdel är ett bra hjälpmedel för att få fram de stora fröna ur frukten hos eukalyptusarten Eucalyptus calophylla. Den äter också frön från växter som Banksia och Dryandra samt insektslarver.

## Status
Arten har drabbats av biotopförlust då stora delar av skogarna i området har avverkats för jordbruk och träutvinning. Populationen beräknas till endast mellan 2 500 och 4 000 vuxna individer. Internationella naturvårdsunionen IUCN kategoriserar den som akut hotad. Sedan 1996 åtnjuter arten fullt skydd, men olaglig avskjutning förekommer.

## Namn
Fågelns vetenskapliga artnamn hedrar den franske upptäcktsresanden Nicolas Baudin.